# 高村氏
高村氏（たかむらし、旧字体：髙村氏）は、日本の氏族。

## 古代の高村氏

### 高村忌寸
高村漢人の末裔にして、もとは高村村主と称したが、その後、春原連姓を与えられ、その後、高村氏に改める。延暦4年（785年）4月、正六位上春原連田使、従七位下春原連眞木山等、高村忌寸の名を与えられたという。

### 高村宿禰
前項の一族。高村宿禰と名乗る。弘仁2年（811年）2月の記録として、右京人従五位上高村忌寸田使、高村忌寸眞木山、宿禰姓を賜るという。

## 陸奥国の高村氏
耶麻郡上三宮村の名族であるという。神職であるといい、権太夫義景の代に吉田家より免許状を授かると伝える。その六世、能登尚養はもとは大和国の人なりというが、陸奥国会津に至り、三島神社の奉職するという。

## 常陸国の高村氏
常陸国久慈郡下小川村の名族に高村氏ありという。家紋は鷹の羽。本姓は平氏で桓武平氏流と伝え、他に丸に違い鷹の羽、丸に三つ引を用いる家もある。

### 秋田藩士 高村氏
高村大和守通武は一峯公の命にて、佐竹東家の中務大輔政義に仕えるという。子孫は佐竹東家の家臣となる。右馬助董通は佐竹山城守義久に仕えて鉄砲組300人を指揮するという。慶長7年（1602年）、通信の代に秋田転封に随い、出羽国に下向するが、通信の弟左門は流離し常陸国で没するという。
```
高村大和守通武 - 右馬助董通 - 右市助通信 - 通孝 - 則通 - 右市助等通
```

### 水戸藩の志士・義民としての高村氏
- 高村善次郎 - 水戸藩家老 山野辺主水正義芸の家士。諱は正直。天狗党の乱に加わり、捕らわれて元治元年（1864年）9月27日、獄死する。享年22。靖国神社合祀[4]
- 高村謙司 - 常陸国久慈郡諸沢村医師高村謙三の長男。諱は道輝。天狗党に加わり、同郡中染村から転戦し、北富田村で捕らわれて慶応2年（1866年）10月25日、獄死する。享年23。靖国神社合祀[5]。